# Vlag van Herent
De vlag van Herent werd door de gemeenteraad op 25 februari 1986 officieel vastgesteld als de gemeentelijke vlag van de Vlaams-Brabantse gemeente Herent. Op 1 juli 1986 werd hij door het Bestuur van Vlaanderen bevestigd en uiteindelijk gepubliceerd op 3 december 1987 in het Belgisch Staatsblad.
Officieel wordt de vlag beschreven als:
Gevierendeeld 1. blauw met een gele zittende, aanziende en gekroonde Onze-Lieve-Vrouw met nimbus, houdende op de linkerarm het Kind Jezus met nimbus en in de rechterhand een lelie 2. zwart met een gele omgewende leeuw, rood geklauwd en getongd, vergezeld in de linkerbenedenhoek van een gele letter W 3. zwart met een gele omgewende leeuw, rood geklauwd en getongd 4. wit met bovenaan een blauwe baan, ingehoekt van drie stukken, beladen met drie gele lelies.
De vlag is volledig gebaseerd op het gemeentewapen en ziet er dus helemaal hetzelfde uit. De leeuwen zijn ontleend uit de Vlaamse vlag.

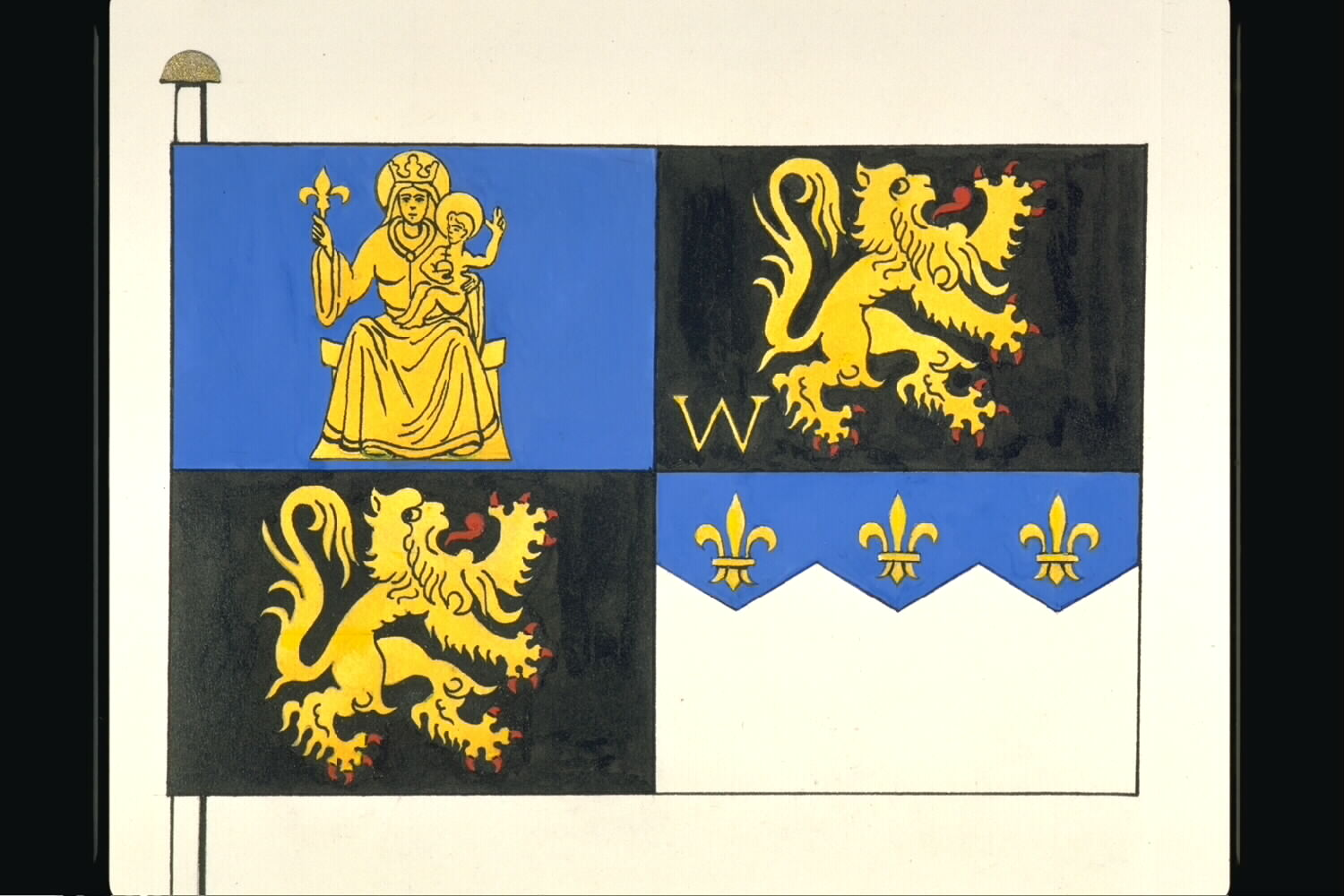
Officiële tekening van de vlag
Vlag van Vlaanderen

## Ontwerpen

### Ontwerp DeelgemeenteHerent
De gemeente Herent verkreeg op 9 juli 1861 een wapenschild dat teruggaat naar de 14de-16de-eeuwse zegels van de Schepenbank en wordt beschreven als:
"van lazuur met een zittende H. Maagd, aanziende, gekroond en met aureool, houdende op de linkerarm het Kind Jezus en in de rechterhand een leliebloem, het geheel van goud"

### Ontwerp DeelgemeenteWinksele
De gemeente Winksele verkreeg op 24 april 1912 een wapenschild dat teruggaat naar de 14de-16de-eeuwse zegels van de schepenbank en wordt beschreven als:
"een omgewende gouden leeuw, geklauwd en getongd van keel, links in de punt vergezeld van de letter W, ook van goud"
De leeuw uit de beschrijving is gebaseerd op de Brabantse leeuw.

### Ontwerp DeelgemeenteVeltem-Beisem
De gemeente Veltem-Beisem verkreeg op 29 maar 1961 een wapenschild dat teruggaat naar de 14de-16de-eeuwse zegels van de Schepenbank en wordt beschreven als:
"een wapen bestaande uit twee naast elkaar geplaatste schilden, in het desbetreffend gemeenteraadsbesluit beschreven als "rechts, van sabel met een omgewende leeuw van goud, gewapend en getongd van keel, links van zilver met een schildhoofd ingehoekt van azuur uit drie stukken, beladen met drie leliën van goud", het rechtse schild teruggaande op oude zegels van de Schepenbank van Veltem, het linkse op het wapen van de familie de Robiano, laatste heren van Beisem"

## Gebruik
Hoewel de gemeente haar eigen vlag heeft, gebruikt het gemeentebestuur deze niet op haar openbare gebouwen, maar gebruikt de vlag van de gemeentedienst Herent.